# Dipòsit d'aigües del Rei Martí
El dipòsit d'aigües del Rei Martí és un antic repartidor d’aigua situat a tocar de la torre Bellesguard de Barcelona, construïda per Antoni Gaudí entre 1900 i 1909 sobre les restes de la fortalesa en què va viure, entre els anys 1408 i 1410, el rei Martí l'Humà. Construït a la segona meitat del segle xix, havia quedat oblidat sota un bosc de pins fins que el 2001 es va redescobrir de manera accidental.

## Història
La construcció del dipòsit està vinculada a l’existència d'una mina d'aigüa, la concessió de la qual fou feta, entre el 1802 i el 1803, a favor de Jacint Roig. El 1807, Joan Josep de Portell i de Càncer, propietari de la finca (on hi havia una casa-torre i una cisterna), es va veure obligat a vendre-la a Joaquim de Roca i Batlle per a pagar els seus deutes, i aquest en va fer agnició de bona fe a Raimon Vives i Vidal. El 1858, les seves filles Assumpció i Gaietana Vives i Gualba van pactar amb Felip Fochs i Josep Saló (concessionaris de la mina) i la Comunitat de Preveres de Sant Just i Pastor, propietària de la torre Bellesguard, el repartiment de les aigües que captessin de les rieres del Bosc de Pedralbes, Betlem i Vilana i la construcció d'un nou dipòsit.
El 1860, els tutors de la menor Maria del Carme de Dalmases i d'Olivart, propietària de la torre Vilana, van interposar un interdicte contra les obres de la nova mina, i posteriorment van començar a construir-hi una altra, la qual cosa va motivar l'inici d'un litigi el 1863, que acabaria amb una sentència del Tribunal Suprem del 1871 condemnant els Dalmases a tapiar la seva mina i retornar les aigües a l'antiga de Bellesguard. Finalment, el 1872, Carme de Dalmases (representada pel seu marit Trinitat de Fontcuberta i de Perramon, advocat) va pactar la cessió de part de la seva mina a Antoni Camps i Montanyola (que el 1871 havia adquirit la torre Bellesguard en subhasta pública), Salvador Homs i Roca (a qui el 1870 Fochs i Saló havien cedit la concessió) i les germanes Vives, així com la construcció d'un nou repartidor per al subministrament comú de les torres Vilana i Bellesguard (que substituiria l'anterior del 1751), a més de la indemnització corresponent.

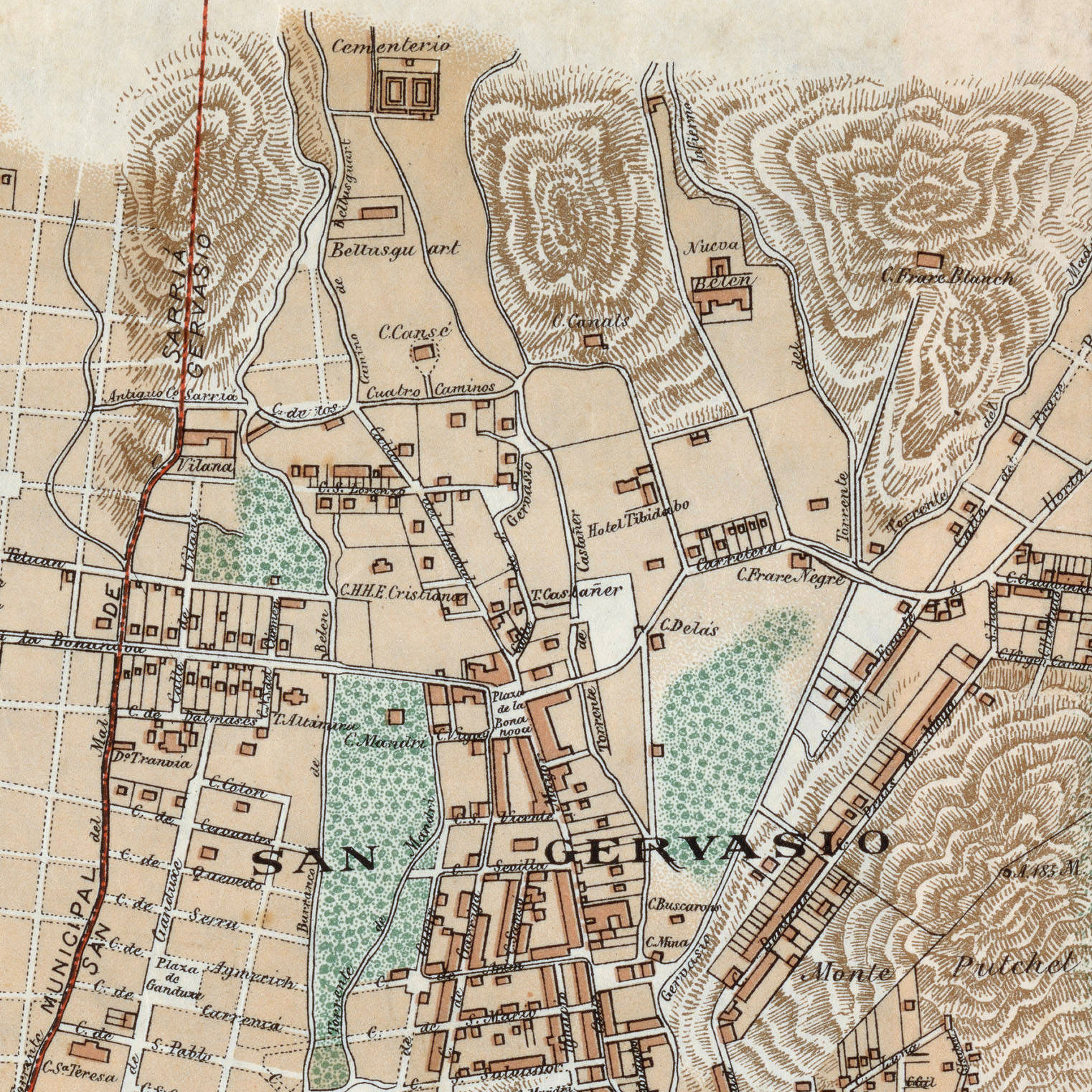
Plànol del 1890, on es pot llegir «C. Cansé» (Càncer)

Recuperat per l'Ajuntament de Barcelona, va ser restaurat per l'estudi Archikubik (Marc Chalamanch, Miquel Lacasta i Carme Santana) i va obrir les portes el 2016 com a espai cultural.

## Descripció
L'accés es produeix pel número 14 del carrer de Bellesguard, on dos grans murs de formigó creen un vestíbul exterior d'entrada. El recinte soterrat, de més de 585 m² i una capacitat de 3.167 m³, consta de una sala hipòstila de set naus longitudinals amb 30 pilars que sostenen arcs de 3,5 m llum i sostre de volta catalana.